# 拉马丹·沙拉赫

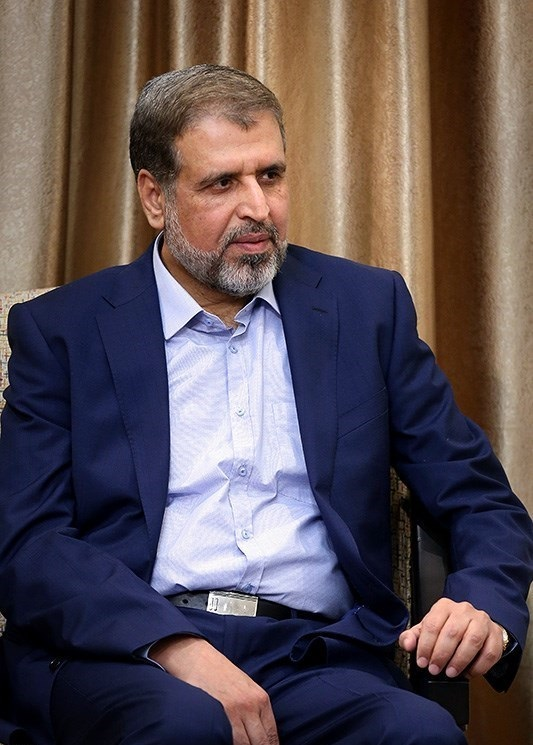
拉馬丹·沙拉赫

拉馬丹·阿卜杜拉·穆罕默德·沙拉赫（阿拉伯语：رمضان عبد الله محمد شلح，1958年2月1日—2020年6月6日）是巴勒斯坦伊斯蘭聖戰組織的領導人。
早年毕业于杜伦大学，获得经济学博士学位。1995年11月27日，他被美國聯邦調查局列為特別指定恐怖份子。

## 外部連結
- FBI's Most Wanted Terrorists wanted poster of Shalah
- Rewards for Justice wanted poster of Shalah